# Echinopsis boyuibensis
Echinopsis boyuibensis es una especie de planta fanerógama de la familia de las cactáceas. 

## Distribución
Es endémica de Santa Cruz en  Bolivia. Es una especie rara en la vida silvestre.

## Descripción
Es una planta perenne carnosa, globosa-cilíndrica, arbolada que alcanza los 3 m de altura, es de color verde, armada de espinos  y  con las flores de color blanco.

## Taxonomía
Echinopsis boyuibensis fue descrita por  Friedrich Ritter y publicado en Succulenta (Netherlands) 44: 25. 1965.
Etimología
Ver: Echinopsis
boyuibensis epíteto geográfico que alude a su localización en Boyuibe.
Sinonimia
- Pseudolobivia boyuibensis